# Hutteritski jezik
Hutteritski jezik (ISO 639-3: geh), jezik malene ali raspršene sekte huterita, oko 34 200 pripadnika (45 000 po novijim podacima), od čega 33 000 u Kanadi u 333 kolonije (347 po novijim podacima), i 12 000 u SAD-u u 123 kolonije (Južna Dakota 53, Sjeverna Dakota 6, Minnesota 9, Montana 34, Washington 6 i Oregon 1), i jedna u Japanu (128 kolonija po novijim podacima). Huteriti su prognani iz Europe u 19. stoljeću te su se nastanili u prerijama Sjeverne Amerike. Veoma su pobožni, i muškarci i žene nose crnu odjeću domaće proizvodnje, a žive od ratarstva.
Hutteritski jezik pripada bavarsko-austrijskoj podskupini gornjonjemačkih jezika.

## Vanjske poveznice
- Ethnologue (14th)
- HUTERITI – kolonija u preriji Montane  Arhivirana inačica izvorne stranice od 10. rujna 2008. (Wayback Machine)